# Westpfalz-Verkehrsverbund

Ehemaliges Logo des WVV

Der Westpfalz-Verkehrsverbund (WVV) war ein Zweckverband der kreisfreien Städte Kaiserslautern, Pirmasens und Zweibrücken sowie der Landkreise Donnersbergkreis, Kaiserslautern, Kusel und Südwestpfalz, gegründet, um dort für einen einheitlichen ÖPNV-Tarif zu sorgen.
Der WVV wurde Anfang 2000 gegründet, der Verbundtarif ab 1. April 2000 angewandt. Der Westpfalz-Verkehrsverbund war der erste Verbund, in dem BahnCards der Deutschen Bahn AG als Ermäßigungskarte anerkannt wurden.
Zum 1. Juni 2006 traten die elf bislang im WVV zusammengeschlossenen Verkehrsunternehmen dem Verkehrsverbund Rhein-Neckar (VRN) bei, dessen Tarifgebiet damit auf die gesamte Pfalz ausgedehnt wurde.

## Verkehrsbetriebe im WVV (Auswahl)
- DB Regio
- Busverkehr Rhein-Neckar GmbH
- Omnibusverkehr Rhein-Nahe GmbH
- Regionalbus Saar-Westpfalz GmbH
- Stadtwerke Pirmasens Verkehrs GmbH
- Technische Werke Kaiserslautern – Verkehrs AG

## Städte und Gemeinden im WVV (Auswahl)
- Eisenberg
- Kaiserslautern
- Kirchheimbolanden
- Kusel
- Landstuhl
- Pirmasens
- Ramstein-Miesenbach
- Rodalben
- Zweibrücken